# Mühlsturzhörner
Les Mühlsturzhörner sont deux sommets dans le massif des Alpes de Berchtesgaden. Le Große Mühlsturzhorn culmine à 2 234 mètres d'altitude, le Kleine Mühlsturzhorn à 2 141 mètres d'altitude.

## Géographie

### Situation
Le Große Mühlsturzhorn est à 300 m au sud-est du Stadelhorn, non loin de la frontière entre l'Allemagne et l'Autriche. Le Kleiner Mühlsturzhorn se situe à 280 mètres à l'est-nord-est du Große Mühlsturzhorn.

## Histoire
Le 8 septembre 1999, 250 000 m3 de roche ont rompu dans la zone du sommet du Kleiner Mühlsturzhorn et sont tombés dans la vallée du Klausbach.

## Alpinisme

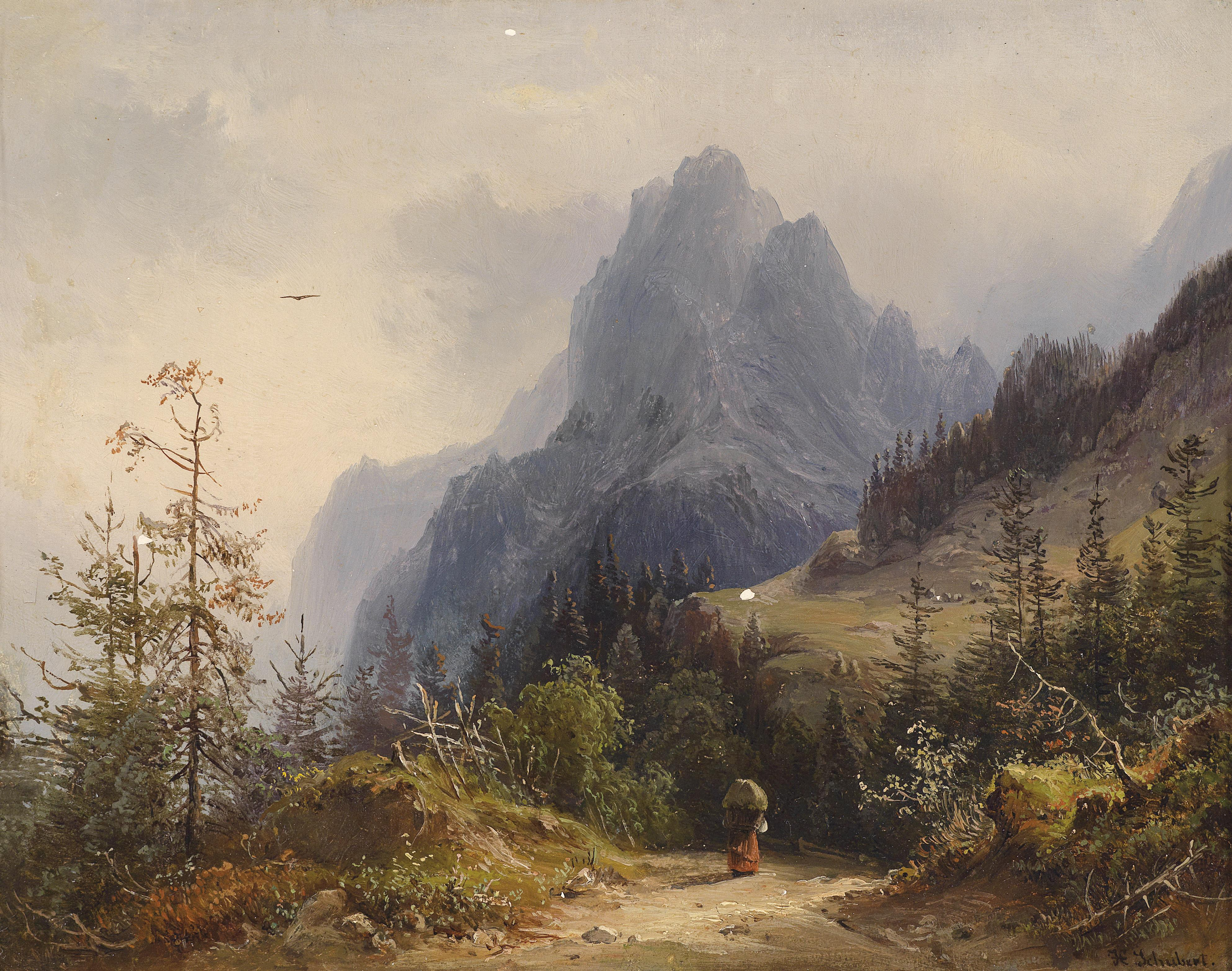
Blick auf das Mühlsteinhorn par Heinrich Carl Schubert.

La voie normale non balisée vers le Große Mühlsturzhorn part du nord-ouest par le Mayrbergscharte et par le Stadelhorn (niveau de difficulté 2). D'autres sentiers non balisés partent du nord par le Mühlsturzkar (2) et la face sud (2).
Les voies d'escalade connues sont l'Alte Südkante (difficulté 5c, première ascension en 1930 par Huber et Mitterer) et le Direct Südkante (5b, inuaguré en 1936 par Andreas Hinterstoisser et Toni Kurz peu avant leur mort dans la face nord de l'Eiger).